# Giro Rosa 2021
32. ročník etapového cyklistického závodu Giro Rosa se konal od 2. do 11. července 2021. Závod dlouhý 1022,7 km vyhrála obhájkyně triumfu, Nizozemka Anna van der Breggenová z týmu SD Worx. Na druhém a třetím místě se umístili týmové kolegyně van der Breggenové, Jihoafričanka Ashleigh Moolmanová a Nizozemka Demi Volleringová.
Poté, co byl předchozí ročník přesunut kvůli pandemii covidu-19 na září, se závod znovu vrátil do typického červencového termínu. I přesto UCI závod vyřadila z UCI Women's World Tour kvůli nesplnění podmínky minima 45 minut televizního přenosu na každou etapu. Z toho důvodu se závod dostal do kategorie UCI Women's ProSeries. Nový organizátor závodu však hodlá splnit podmínky a závod dostat zpět do UCI Women's World Tour v roce 2022.

## Týmy
Závodu se zúčastnilo všech 9 UCI Women's WorldTeamů společně s 15 UCI Women's Continental týmy. Každý tým přijel s šesti závodnicemi, na start se postavilo celkem 144 jezdkyň. Do cíle v Cormonsu dojelo 92 z nich.
UCI Women's WorldTeamy
- Alé BTC Ljubljana
- Canyon–SRAM
- FDJ Nouvelle-Aquitaine Futuroscope
- Liv Racing
- Movistar Team
- SD Worx
- Team BikeExchange
- Team DSM
- Trek–Segafredo

UCI Women's Continental týmy
- A.R. Monex
- Arkéa Pro Cycling Team
- Aromitalia–Basso Bikes–Vaiano
- Bepink
- Bizkaia–Durango
- Born to Win G20 Ambedo
- Ceratizit–WNT Pro Cycling
- Isolmant–Premac–Vittoria
- Lotto–Soudal Ladies
- Rally Cycling
- Servetto–Makhymo–Beltrami TSA
- Team Jumbo–Visma
- Tibco–Silicon Valley Bank
- Top Girls Fassa Bortolo
- Valcar–Travel & Service

## Trasa a etapy
Ročník 2021 se vrátil k typickému počtu 10 etap poté, co byl ročník 2020 zkrácen na 9 etap. 5. května 2021 organizátoři odhalili startovní i cílové lokace každé etapy a délky a trasy etap byly představeny 4. června. 2. července závod začal ve Fossanu týmovou časovkou, kterou závod začal popáté v řadě od svého zahrnutí do závodu v roce 2017. Závod následně pokračoval skrz Piemond a cestoval na východ přes Ligurii, Lombardii a Benátsko do Furlanska-Julského Benátska, kde 11. července skončil.
| Etapa         | Datum         | Trasa                                      | Vzdálenost | Typ       | Typ            | Vítězka                              |
| ------------- | ------------- | ------------------------------------------ | ---------- | --------- | -------------- | ------------------------------------ |
| 1             | 2. července   | Fossano - Cuneo                            | 26,7 km    |           | Týmová časovka | Trek–Segafredo                       |
| 2             | 3. července   | Boves - Prato Nevoso                       | 100,1 km   |           | Horská etapa   | Anna van der Breggenová (NED)        |
| 3             | 4. července   | Casale Monferrato - Ovada                  | 135 km     |           | Zvlněná etapa  | Marianne Vosová (NED)                |
| 4             | 5. července   | Formazza - Riale di Formazza               | 11,2 km    |           | Horská časovka | Anna van der Breggenová (NED)        |
| 5             | 6. července   | Milán - Carugate                           | 120,1 km   |           | Rovinatá etapa | Lorena Wiebesová (NED)               |
| 6             | 7. července   | Colico - Colico (Lago di Como)             | 155 km     |           | Rovinatá etapa | Emma Norsgaardová Jørgensenová (DEN) |
| 7             | 8. července   | Sporazocco di Gavardo - Puegnago del Garda | 109,6 km   |           | Zvlněná etapa  | Marianne Vosová (NED)                |
| 8             | 9. července   | San Vendemiano - Mortegliano               | 129,4 km   |           | Rovinatá etapa | Lorena Wiebesová (NED)               |
| 9             | 10. července  | Feletto Umberto - Monte Matajur            | 122,6 km   |           | Horská etapa   | Ashleigh Moolmanová (RSA)            |
| 10            | 11. července  | Capriva del Friuli - Cormons               | 113 km     |           | Zvlněná etapa  | Coryn Riveraová (USA)                |
| Celková délka | Celková délka | Celková délka                              | 1022,7 km  | 1022,7 km | 1022,7 km      | 1022,7 km                            |

## Průběžné pořadí
| Etapa          | Vítězka                 | Celkové pořadí          | Bodovací soutěž         | Vrchařská soutěž        | Soutěž mladých jezdkyň   | Soutěž italských jezdkyň  | Soutěž týmů    |
| -------------- | ----------------------- | ----------------------- | ----------------------- | ----------------------- | ------------------------ | ------------------------- | -------------- |
| 1              | Trek–Segafredo          | Ruth Winderová          | neuděleno               | neuděleno               | Niamh Fisherová-Blacková | Elisa Longová Borghiniová | Trek–Segafredo |
| 2              | Anna van der Breggenová | Anna van der Breggenová | Anna van der Breggenová | Anna van der Breggenová | Niamh Fisherová-Blacková | Erica Magnaldiová         | SD Worx        |
| 3              | Marianne Vosová         | Anna van der Breggenová | Anna van der Breggenová | Elise Chabbeyová        | Niamh Fisherová-Blacková | Erica Magnaldiová         | SD Worx        |
| 4              | Anna van der Breggenová | Anna van der Breggenová | Anna van der Breggenová | Elise Chabbeyová        | Niamh Fisherová-Blacková | Erica Magnaldiová         | SD Worx        |
| 5              | Lorena Wiebesová        | Anna van der Breggenová | Anna van der Breggenová | Elise Chabbeyová        | Niamh Fisherová-Blacková | Erica Magnaldiová         | SD Worx        |
| 6              | Emma Norsgaardová       | Anna van der Breggenová | Marianne Vosová         | Elise Chabbeyová        | Niamh Fisherová-Blacková | Erica Magnaldiová         | SD Worx        |
| 7              | Marianne Vosová         | Anna van der Breggenová | Marianne Vosová         | Lucinda Brandová        | Niamh Fisherová-Blacková | Erica Magnaldiová         | SD Worx        |
| 8              | Lorena Wiebesová        | Anna van der Breggenová | Marianne Vosová         | Lucinda Brandová        | Niamh Fisherová-Blacková | Erica Magnaldiová         | SD Worx        |
| 9              | Ashleigh Moolmanová     | Anna van der Breggenová | Anna van der Breggenová | Lucinda Brandová        | Niamh Fisherová-Blacková | Marta Cavalliová          | SD Worx        |
| 10             | Coryn Riveraová         | Anna van der Breggenová | Anna van der Breggenová | Lucinda Brandová        | Niamh Fisherová-Blacková | Marta Cavalliová          | SD Worx        |
| Konečné pořadí | Konečné pořadí          | Anna van der Breggenová | Anna van der Breggenová | Lucinda Brandová        | Niamh Fisherová-Blacková | Marta Cavalliová          | SD Worx        |

## Konečné pořadí
| Legenda | Legenda                                    | Legenda | Legenda                            |
| ------- | ------------------------------------------ | ------- | ---------------------------------- |
|         | Označuje vítězku celkového pořadí          |         | Označuje vítězku vrchařské soutěže |
|         | Označuje vítězku soutěže italských jezdkyň |         | Označuje vítězku bodovací soutěže  |
|         | Označuje vítězku soutěže mladých jezdkyň   |         | Označuje vítězku soutěže týmů      |

### Celkové pořadí
| Pořadí | Jezdkyně                       | Tým                                | Čas         |
| ------ | ------------------------------ | ---------------------------------- | ----------- |
| 1      | Anna van der Breggenová (NED)  | SD Worx                            | 27h 00' 55" |
| 2      | Ashleigh Moolmanová (RSA)      | SD Worx                            | + 1' 43"    |
| 3      | Demi Volleringová (NED)        | SD Worx                            | + 3' 25"    |
| 4      | Lizzie Deignanová (GBR)        | Trek–Segafredo                     | + 6' 39"    |
| 5      | Mavi Garcíaová (ESP)           | Alé BTC Ljubljana                  | + 8' 26"    |
| 6      | Marta Cavalliová (ITA)         | FDJ Nouvelle-Aquitaine Futuroscope | + 8' 29"    |
| 7      | Juliette Labousová (FRA)       | Team DSM                           | + 8' 40"    |
| 8      | Tatiana Guderzová (ITA)        | Alé BTC Ljubljana                  | + 9' 12"    |
| 9      | Niamh Fisherová-Blacková (NZL) | SD Worx                            | + 9' 44"    |
| 10     | Elise Chabbeyová (SUI)         | Canyon–SRAM                        | + 10' 42"   |

### Bodovací soutěž
| Pořadí | Jezdkyně                             | Tým                                | Body |
| ------ | ------------------------------------ | ---------------------------------- | ---- |
| 1      | Anna van der Breggenová (NED)        | SD Worx                            | 58   |
| 2      | Emma Norsgaardová Jørgensenová (DEN) | Movistar Team                      | 49   |
| 3      | Demi Volleringová (NED)              | SD Worx                            | 42   |
| 4      | Ashleigh Moolmanová (RSA)            | SD Worx                            | 38   |
| 5      | Coryn Riveraová (USA)                | Team DSM                           | 33   |
| 6      | Lorena Wiebesová (NED)               | Team DSM                           | 30   |
| 7      | Marta Cavalliová (ITA)               | FDJ Nouvelle-Aquitaine Futuroscope | 26   |
| 8      | Lucinda Brandová (NED)               | Trek–Segafredo                     | 26   |
| 9      | Marta Bastianelliová (ITA)           | Alé BTC Ljubljana                  | 22   |
| 10     | Lizzie Deignanová (GBR)              | Trek–Segafredo                     | 21   |

### Vrchařská soutěž
| Pořadí | Jezdkyně                        | Tým                                | Body |
| ------ | ------------------------------- | ---------------------------------- | ---- |
| 1      | Lucinda Brandová (NED)          | Trek–Segafredo                     | 47   |
| 2      | Ashleigh Moolmanová (RSA)       | SD Worx                            | 31   |
| 3      | Anna van der Breggenová (NED)   | SD Worx                            | 29   |
| 4      | Elise Chabbeyová (SUI)          | Canyon–SRAM                        | 29   |
| 5      | Lizzie Deignanová (GBR)         | Trek–Segafredo                     | 26   |
| 6      | Demi Volleringová (NED)         | SD Worx                            | 25   |
| 7      | Liane Lippertová (GER)          | Team DSM                           | 18   |
| 8      | Coryn Riveraová (USA)           | Team DSM                           | 16   |
| 9      | Marta Cavalliová (ITA)          | FDJ Nouvelle-Aquitaine Futuroscope | 16   |
| 10     | Elisa Longová Borghiniová (ITA) | Trek–Segafredo                     | 12   |

### Soutěž mladých jezdkyň
| Pořadí | Jezdkyně                             | Tým                                | Čas         |
| ------ | ------------------------------------ | ---------------------------------- | ----------- |
| 1      | Niamh Fisherová-Blacková (NZL)       | SD Worx                            | 27h 10' 39" |
| 2      | Gaia Realiniová (ITA)                | Isolmant–Premac–Vittoria           | + 1' 09"    |
| 3      | Évita Muzicová (FRA)                 | FDJ Nouvelle-Aquitaine Futuroscope | + 1' 55"    |
| 4      | Barbara Malcottiová (ITA)            | Valcar–Travel & Service            | + 15' 04"   |
| 5      | Silke Smuldersová (NED)              | Lotto–Soudal Ladies                | + 21' 07"   |
| 6      | Léa Curinierová (FRA)                | Arkéa Pro Cycling Team             | + 25' 02"   |
| 7      | Lorena Wiebesová (NED)               | Team DSM                           | + 37' 21"   |
| 8      | Camilla Alessiová (ITA)              | Bepink                             | + 42' 24"   |
| 9      | Maria Novolodskaya (RUS)             | A.R. Monex                         | + 43' 23"   |
| 10     | Emma Norsgaardová Jørgensenová (DEN) | Movistar Team                      | + 47' 23"   |

### Soutěž italských jezdkyň
| Pořadí | Jezdkyně                        | Tým                                | Čas         |
| ------ | ------------------------------- | ---------------------------------- | ----------- |
| 1      | Marta Cavalliová (ITA)          | FDJ Nouvelle-Aquitaine Futuroscope | 27h 09' 24" |
| 2      | Tatiana Guderzová (ITA)         | Alé BTC Ljubljana                  | + 43"       |
| 3      | Gaia Realiniová (ITA)           | Isolmant–Premac–Vittoria           | + 2' 24"    |
| 4      | Erica Magnaldiová (ITA)         | Ceratizit–WNT Pro Cycling          | + 3' 30"    |
| 5      | Elisa Longová Borghiniová (ITA) | Trek–Segafredo                     | + 6' 36"    |
| 6      | Barbara Malcottiová (ITA)       | Valcar–Travel & Service            | + 16' 19"   |
| 7      | Soraya Paladinová (ITA)         | Liv Racing                         | + 22' 04"   |
| 8      | Nadia Quagliottová (ITA)        | Bepink                             | + 22' 24"   |
| 9      | Alice Maria Arzuffiová (ITA)    | Valcar–Travel & Service            | + 24' 31"   |
| 10     | Greta Marturanová (ITA)         | Top Girls Fassa Bortolo            | + 26' 19"   |

### Soutěž týmů
| Pořadí | Tým                                | Čas          |
| ------ | ---------------------------------- | ------------ |
| 1      | SD Worx                            | 80h 01' 01"  |
| 2      | FDJ Nouvelle-Aquitaine Futuroscope | + 24' 32"    |
| 3      | Trek–Segafredo                     | + 32' 03"    |
| 4      | Team DSM                           | + 36' 55"    |
| 5      | Canyon–SRAM                        | + 38' 46"    |
| 6      | Ceratizit–WNT Pro Cycling          | + 47' 36"    |
| 7      | Alé BTC Ljubljana                  | + 48' 34"    |
| 8      | Liv Racing                         | + 56' 11"    |
| 9      | Team BikeExchange                  | + 1h 09' 49" |
| 10     | Valcar–Travel & Service            | + 1h 22' 20" |